# نادي أتلتيكو (لبنان)
نادي اتلتيكو الرياضي المعروف بـ أتلتيكو بيروت أو أتلتيكو، هو أكاديمية لكرة القدم يقع مقره في ضبية، لبنان، تأسس في عام 2006، ولديه ثمانية فروع في جميع أنحاء لبنان. دخل نادي أتليتيكو في شراكة مع نادي أولمبيك ليون الفرنسي في عام 2011. وحصل على تقييم (نجمة واحدة) من الاتحاد الآسيوي لكرة القدم في عام 2019، وأصبح أول نادي لكرة القدم في الشرق الأوسط تحصل عليها. قام النادي بتأسيس فريق أتليتيكو للسيدات عام 2010 والذي أعتبر أول فريق لبناني للسيدات. وكان فريق السيدات وصيف الدوري في موسم 2009-10 ونهائي الكأس في 2010-11، لكنه انسحب قبل موسم 2012-13. وفاز فريق الرجال الذي يلعب في دوري الدرجة الرابعة بالدوري ليصعد إلى دوري الدرجة الثالثة في موسم 2021-2022.

## الانجازات

### رجال
- دوري الدرجة الرابعة: بيروت
  - البطل (1):2021–22

### سيدات
- كأس لبنان للسيدات
  - الوصيف (1): 2010–11

## روابط خارجية
- نادي أتليتيكو على موقع كوورة